# Palazzo Caracciolo di Brienza a Santa Lucia
Il Palazzo Caracciolo di Brienza a Santa Lucia è un edificio di valore storico e architettonico di Napoli, ubicato nell'omonima strada ai civici 110-116.
L'edificio compare già in varie vedute seicentesche (come quella del Baratta del 1629, quella di Didier Barra del 1647 e quella di Lievin Cruyl del 1675); la cosa fa pensare a una sua erezione databile al primo quarto di quel secolo. Nel catasto provvisorio, voluto da Gioacchino Murat e pubblicato tra il 1815 e il 1820, è segnato come proprietà del principe d'Atena e duca di Brienza, Antonio Caracciolo, e ospitante il Monte Ciarletta, istituito da Scipione Caracciolo nel XVII secolo, e volto alla mutua assistenza tra i membri dei vari rami della potente famiglia napoletana. Sia accedendo al civico 110 che al civico 116, ci si imbatte in due scale aperte settecentesche; al 116 a tre arcate per livello, con la centrale più ampia delle due laterali simmetriche; al 110 ad unica arcata ribassata per livello, con ognuna di esse chiusa da una vetrata in stile liberty d'inizio '900.
Vi abitò l'ammiraglio Francesco Caracciolo di Brienza.
Oggi è adibito ad abitazioni private in ottime condizioni conservative.